# ヴァルデュルン
ヴァルデュルン (ドイツ語: Walldürn, ドイツ語発音: [valˈdʏrn]) は、ドイツ連邦共和国バーデン＝ヴュルテンベルク州ネッカー＝オーデンヴァルト郡の都市。
この都市は、「ヴァルデュルンの血の奇跡」の巡礼地として知られている。ヴァルデュルン市内には、ローマ時代のリーメス城塞もあり、付属浴場の基礎石や、復元された見張り塔などがある。この都市は、ネッカータール＝オーデンヴァルト自然公園内に含まれる。

## 地理

### 市の構成
この都市は、以下の市区から構成される。
| - アルトハイム - ゲロルツァーン - グラスホーフェン - ゴッタースドルフ - グロース＝ホルンバッハ - クライン＝ホルンバッハ | - カルテンブルン - ラインハルトザクセン - リップベルク - ヴァルデュルン - ヴェッタースドルフ |

## 歴史

### 市町村合併
- 1971年: ラインハルトザクセン、アルトハイム
- 1972年: リップベルク、ゴッタースドルフ、ヴェッタースドルフ
- 1975年: ゲロルツァーン、グラスホーフェン、ホルンバッハ、カルテンブルン

### 宗教
- カトリック: 約86%
- プロテスタント: 約11%

## 行政

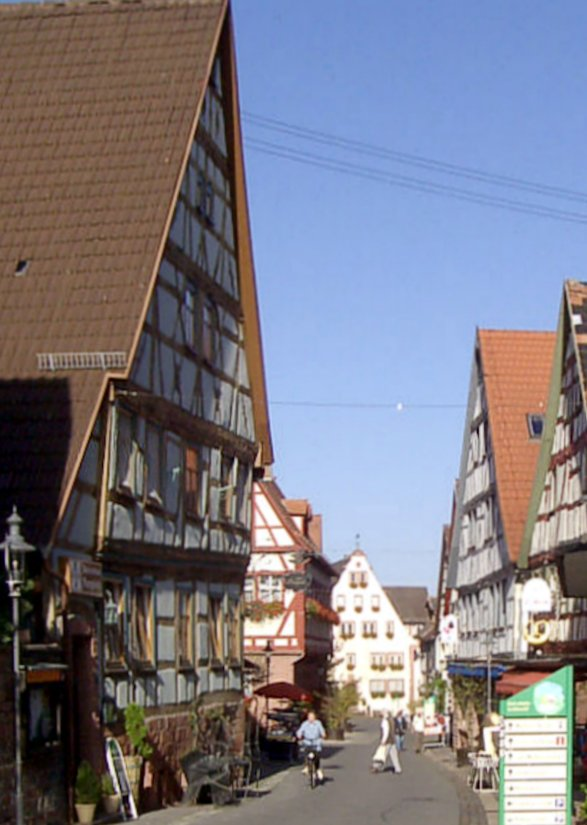
ヴァルデュルンの歩行者専用区域

### 市議会
ヴァルデュルン市議会は、32議席からなる。

### 市長
1991年から2007年まで、カール＝ハインツ・ヨーゼフ (SPD)がヴァルデュルンの市長であった。彼は、2007年5月6日に心筋梗塞で急逝した。2007年8月12日の選挙により、マルクス・ギュンター (CDU)がヴァルデュルンの市長に就任した。

### 紋章
図柄: 銀地に緑の土地。2本の緑のボダイジュの間に胸壁のある赤い城。右側（向かって左）に塔がある。塔には上げられた格子を持つ門がある。城の上に、塔に寄りかかるように浮かんだ赤い盾。この小さな盾は赤地で銀の6本スポークの輪「マインツァー・ラート」が描かれている。
木と城は、町の名前に因んだ図柄（Wall = 「防塁」、Wald = 「森」）である。マインツ選帝侯の所領を示す小紋章は19世紀には、しばしばバーデンの紋章に置き換えられた。

### 友好都市
- モントロー・フォール・ヨンヌ（フランス、セーヌ＝エ＝マルヌ県）1970年
- キュルシュテット（ドイツ、テューリンゲン州）
- セントゴットハールド（ハンガリー）2005年3月

## 文化と見所

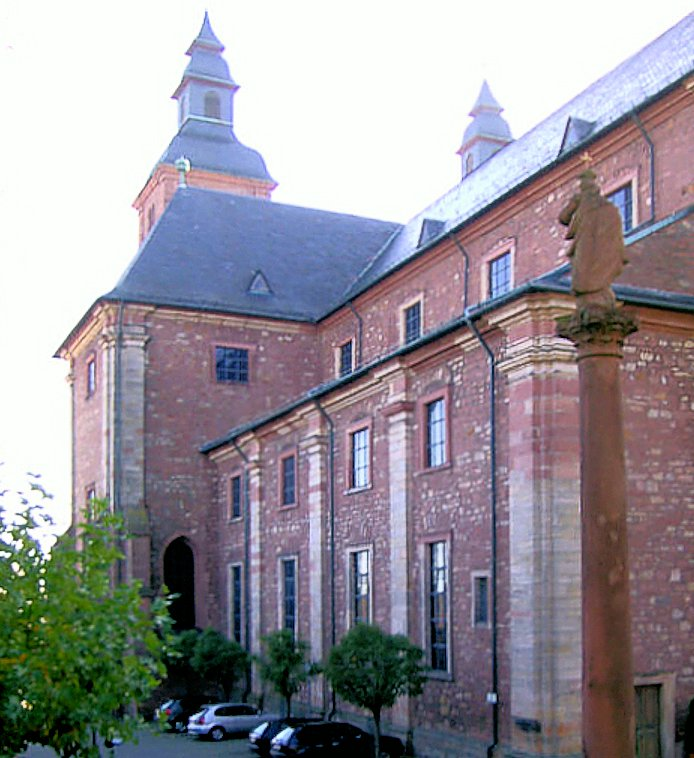
聖ゲオルク巡礼教会

この都市が位置するオーデンヴァルトは、家の壁や路地沿いに多くの聖母像や磔刑像が多くまつられており、「聖母の小国」と呼ばれている。ドイツ観光街道のドイツ・リーメス街道やジークフリード街道がこの都市を通っており、様々な見所が満載である。カトリックの聖なる血への巡礼（聖体布が展示される）は、この地域の1年のハイライトである。

### 博物館
- 都市博物館および巡礼博物館
- オーデンヴェルダー屋外博物館: ゴッタースドルフ区にある 16棟の歴史的建造物がある。
- ヴェッタースドルフ区の光の博物館
- 文化芸術博物館
- 象牙博物館

### 建築
- 1335年建造の市壁の遺構
- 1448年の歴史的市庁舎
- 1492年の旧城館
- 巡礼のバシリカ（聖ゲオルク巡礼教会）

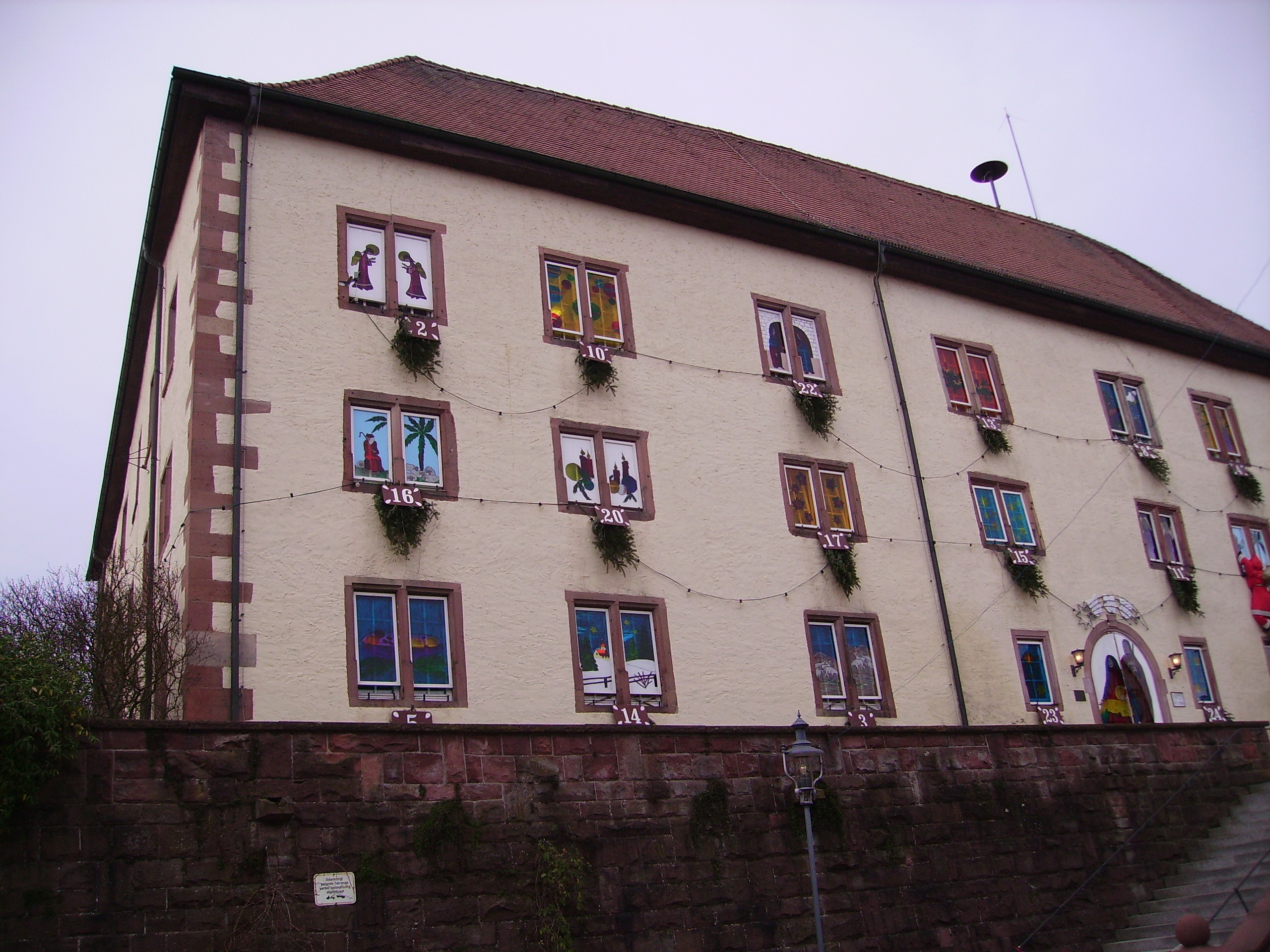
ヴァルデュルン城

- リーメス学習路: ローマ浴場跡、カーゼルブルクの小城塞

### レクリエーション施設とスポーツ施設
ヴァルデュルンには、屋内プール、屋外プール、サウナ、テニスコート（屋内、屋外）、ボウリング場、ゴルフ場、フィールドアスレチック、狩猟場、ポニーライド、馬車乗り、サイクリングロード、遊歩層、その他マールスバッハタールの保養施設もある。

## 経済と社会資本

### 交通
- 連邦道アウトバーンA81、インターチェンジはアーホルンまたはボックスベルクを利用する。（いずれもヴュルツブルクの南）
- 連邦道B27号線（モースバッハからタウバービショフスハイムの間）
- 連邦道B47号線（ミヒェルシュタットを経由してライン川の渓谷へ）
- 鉄道（マドンネンラント鉄道 ゼッカハ - ミルテンベルク）
- 軽飛行機用飛行場: ヴァルデュルン飛行場 (ICAOコード: EDEW)

## 人物

### 出身者
- フェリックス・アントン・ブラウ（1754年 - 1798年）神学者、哲学者
- ヴァルター・ツィンマーマン（1892年 - 1980年）生物学者、植物学者
- アウグスト・ベルベリヒ（1912年 - 1982年）政治家 (CDU)
- ヨーゼフ・タドラー（1938年 - ）作曲家、ピアニスト
- ペーター・ハウク（1960年 - ）バーデン＝ヴュルテンベルク州議会キリスト教民主同盟議員団長 (CDU)
- ジルフィア・ナイト（1964年 - ）女子サッカー選手、ドイツ女子サッカー選手権優勝チーム監督
- ロルフ・ミラー（1967年 - ）エンターテナー

## 引用
1. ↑  Statistisches Landesamt Baden-Württemberg – Bevölkerung nach Nationalität und Geschlecht am 31. Dezember 2023 (CSV-Datei)
2. ↑  Max Mangold, ed (2005). Duden, Aussprachewörterbuch (6 ed.). Dudenverl. p. 829. ISBN 978-3-411-04066-7